# Skellefteå Kraft Arena
Die Skellefteå Kraft Arena ist eine Eissporthalle in der schwedischen Stadt Skellefteå. Die Halle ist Austragungsort der Heimspiele des Eishockeyclubs Skellefteå AIK aus der höchsten schwedischen Spielklasse, der Svenska Hockeyligan. Der Namenssponsor der Arena ist der Energiekonzern Skellefteå Kraft.

## Geschichte
Die Skellefteå Kraft Arena wird hauptsächlich für Eishockeyspiele und Konzerte genutzt. Der Skellefteå AIK aus der Svenska Hockeyligan trägt seit der Eröffnung 1967 seine Heimspiele in der Halle aus. In der Zeit von 2005 bis 2007 wurden umfangreiche Renovierungs- und Modernisierungsmaßnahmen in der Arena vorgenommen.
In den Jahren 2005, 2009, 2013 und 2017 wurde ein Halbfinale des Melodifestivalen, des nationalen Vorentscheids für den Eurovision Song Contest, in der Arena ausgetragen. Bekannte Musiker, die in Skellefteå auftraten, sind unter anderem Lena Philipsson, Orup und Tomas Ledin.